# بيني صفدي
بنيامين صفدي (مواليد 24 فبراير 1986) هو مخرج سينمائي أمريكي وكاتب سيناريو وممثل ومحرر أفلام أمريكي اشتهر بالعمل مع أخيه الأكبر جوش كمخرج. تشمل أعماله الإخراجية السماء تعرف ماذا (2014) والوقت المناسب (2017) وأنكت جيمز (2019). بانتقاله نحو مجال التمثيل، رُشح صفدي لجائزة الروح المستقلة لأفضل ممثل مساعد لدوره في الوقت المناسب ومنذ ذلك الحين لعب أدوارًا في أفلام مثل بيتزا العرقسوس (2021)، هل أنت هناك يا الله؟ إنها أنا، مارغريت. وأوبنهايمر (كلاهما 2023).

## فيلموغرافيا

### كمخرج سينمائي
| السنة | العنوان            | مخرج | كاتب | محرر | ملاحظة            |
| ----- | ------------------ | ---- | ---- | ---- | ----------------- |
| 2008  | متعة التعرض للسرقة | لا   | لا   | نعم  |                   |
| 2009  | سيقان أبي الطويلة  | نعم  | نعم  | نعم  | مخرج مشارك مع جوش |
| 2013  | ليني كوك           | نعم  | لا   | نعم  | مخرج مشارك مع جوش |
| 2014  | السماء تعرف ماذا   | نعم  | لا   | نعم  | مخرج مشارك مع جوش |
| 2017  | الوقت المناسب      | نعم  | لا   | نعم  | مخرج مشارك مع جوش |
| 2019  | جواهر غير مصقولة   | نعم  | نعم  | نعم  | بالاشتراك مع جوش  |
| 2025  | آلة التحطيم        | نعم  | نعم  | نعم  |                   |

### كممثل
أفلام
| السنة | العنوان                                 | الدور                        | المخرج            |
| ----- | --------------------------------------- | ---------------------------- | ----------------- |
| 2017  | شخص لشخص                                | يوجين                        | داستن جاي ديفا    |
| 2017  | الوقت المناسب                           | نيك نيكاس                    | الاخوة صفدي       |
| 2020  | بقايا امرأة                             | كريس                         | كورنيل موندروتشو  |
| 2021  | بيتزا العرقسوس (فيلم)                   | جويل واكس                    | بول توماس أندرسون |
| 2022  | النجوم في الظهيرة                       | رجل وكالة المخابرات المركزية | كلير دينيس        |
| 2023  | هل أنت هناك يا الله؟ إنها أنا، مارغريت. | هيرب سيمون                   | كيلي فريمون كريج  |
| 2023  | أوبنهايمر                               | إدوارد تيلر                  | كريستوفر نولان    |

مسلسلات
| السنة     | العنوان         | الدور             | ملاحظة                                 |
| --------- | --------------- | ----------------- | -------------------------------------- |
| 2016      | العمل الجماعي   | الأخ كرادوك رقم 2 | 1 حلقة                                 |
| 2022      | أوبي وان كينوبي | ناري              | مسلسل قصير، حلقة واحدة                 |
| 2023–2024 | اللعنة          |                   | دور رئيسي، شارك أيضًا كمنشئ مشارك وكاتب |